# Tîșevîci, Izeaslav
Tîșevîci (în ucraineană Тишевичі) este localitatea de reședință a comunei Tîșevîci din raionul Izeaslav, regiunea Hmelnîțkîi, Ucraina.

## Demografie
Componența lingvistică a localității Tîșevîci
     Ucraineană (97,85%)
     Rusă (2,15%)
Conform recensământului din 2001, majoritatea populației localității Tîșevîci era vorbitoare de ucraineană (97,85%), existând în minoritate și vorbitori de rusă (2,15%).